# La Immaculada de la Clínica de Sant Roc
La Immaculada de la Clínica de Sant Roc era la Capella de la clínica privada d'aquest nom, de la ciutat de Perpinyà, a la comarca del Rosselló, de la Catalunya del Nord.
Era al centre de Perpinyà, a ponent de la ciutat vella, a prop i al nord, a l'altra riba de la Bassa, del Liceu Aragó. És en el quai de Nobel, i amb el trasllat de la clínica a Médipôle, els locals han estat transformats en una residència i la capella sembla desapareguda.